# Lószúnyogok
A lószúnyogok (Tipulidae) a rovarok (Insecta) osztályának a kétszárnyúak (Diptera) rendjébe, ezen belül a szúnyogalkatúak (Nematocera) alrendjébe tartozó család.

## Előfordulásuk
Lószúnyog fajok mindenütt előfordulnak a világon, néhány sarkvidéki és sivatagi térség kivételével.

## Megjelenésük
Testük karcsú; a nőstény hossza legfeljebb 26 milliméter, a hímé 16 milliméter. Fejük többé-kevésbé ormány alakúan előre nyúlik. Fonalas csápjuk többnyire 14–16 ízből áll, négyízű tapogatójuk végíze gyakran ostor alakúan megnyúlt. Mellékszemeik többnyire nincsenek. Szájszervük szívó.
Toruk domború hátán V alakú harántbarázda vágódik be. Karcsú lábuk hosszú és törékeny; a kifejlett állat ennek ellenére még erős szélben is jól meg tud kapaszkodni a növényeken.
Mint minden kétszárnyúnak, a kifejlett lószúnyognak is tulajdonképpen két pár szárnya van. Az első szárnyak érrajza  igen fejlett, ágazatos, amit ősi bélyegnek tekintenek: arra utal hogy a lószúnyogok a jelenkori kétszárnyúak a legősibb alakjai közé tartoznak. Hátsó szárnyaik elcsökevényesedtek, és billérekké (egyensúlyozó szervekké) alakultak. A billér bonyolult repülőmechanizmus része: bunkó alakú, és az első szárnyak csapásai közben rezeg. A vastag vége ellensúlyként működik, kiegyenlítve az első szárnyak lengését: a lószúnyog így tudja irányítani a röptét.

## Életmódjuk
A lószúnyogok magányos lények. A kifejlett állatok a sűrű növényzettel borított, nedves területeket kedvelik. A lárva gyökereket és növényszárakat rág, a kifejlett rovar növények nedveit szívja.

## Szaporodásuk
A lószúnyogoknak évente két nemzedéke van. Az első tavasszal, a második késő nyáron van. A peték száma minden nősténynél akár 1300 is lehet. Röviddel a párzás után a hímek elpusztulnak. A kifejlődés a nyári nemzedéknél néhány hetet tart, míg a téli nemzedéknél akár 7 hónapot is tarthat. A lárva egyaránt megél vízben vagy nedves földben. Hátsó részén légzőnyílások és nyúlványok találhatók.

## Rendszerezésük
A családba az alábbi alcsaládok és nemek tartoznak:
- Ctenophorinae – 5 nem
  - Ctenophora
  - Dictenidia
  - Phoroctenia
  - Pselliophora
  - Tanyptera

- Dolichopezinae – 1 nem
  - Dolichopeza

- Tipulinae – 32 nem
  - Acracantha
  - Angarotipula
  - Austrotipula
  - Brachypremna
  - Brithura
  - Clytocosmus
  - Elnoretta
  - Euvaldiviana
  - Goniotipula
  - Holorusia
  - Hovapeza
  - Hovatipula
  - Idiotipula
  - Indotipula
  - Ischnotoma
  - Keiseromyia
  - Leptotarsus
  - Macgregoromyia
  - Megistocera
  - Nephrotoma
    - foltos tarkatipoly (Nephrotoma macula)

  - Nigrotipula
  - Ozodicera
  - Platyphasia
  - Prionocera
  - Prionota
  - Ptilogyna
  - Scamboneura
  - Sphaerionotus
  - Tipula
    - kósza lószúnyog (közönséges lószúnyog, Tipula oleracea)
    - óriás lószúnyog (Tipula maxima)
    - réti lószúnyog (Tipula paludosa)

  - Tipulodina
  - Valdiviana
  - Zelandotipula